# Institut d'étude sur la justice pénale du Kenya
L’Institut d’étude sur la justice pénale du Kenya (en anglais Kenya Institute of Security and Criminal Justice et KISCJ en sigle) est une institution publique créée en 2002 à Nairobi, kenya.

## Vue d'ensemble
L'Institut d’étude sur la justice pénale du Kenya a commencé en 2002 à former des programmes de sécurité, de criminologie et d'enquête médico-légale. Pour ouvrir la voie à la police et aux autres forces disciplinées pour accéder à l'éducation, il propose des programmes allant du niveau du certificat au diplôme où une progression progressive est possible jusqu'au niveau du baccalauréat. Au début KISCJ a commencé avec 8 étudiants qui poursuivaient un certificat en criminologie et en criminalistique à Nairobi et en 2003, il a introduit des programmes de diplôme dans divers domaines. Actuellement, il compte plus de 2000 étudiants.

## Facultés
En 2020, Institut d’étude sur la Justice Pénale du Kenya a plus de 35 départements sur ses 10 campus au Kenya:
- Security Management
- Disaster Management
- National Security
- Counter Terrorism and Organized Crime
- Corporate Security
- Criminology
- Fingerprint and Biometric Technology
- Anti-Money Laundering
- Forensic Accounting
- Computer Forensics
- VIP Protection
- Police Science and Crime Management
- Traffic Safety Management
- Airport and Aviation Security
- Marine and Port Security
- Risk Management
- Terrorism and Counter Terrorism
- Crime prevention
- Diplomacy and International Relations
- Forensic and Criminal Investigation
- Psychology and Criminology
- Criminal Justice Administration and Management
- Probation and After Care Services Management
- Correctional Services Management
- Forensic Psychology and Criminology
- Child Forensic Studies: Psychology & Law
- Forensic Psychology
- Penology
- Forensic Investigation
- Wildlife Forensics
- Intelligence Management
- Law
- Penology and Correctional Science
- Police Leadership and Management
- Public Administration
- Electronic Security and Emergency Systems

## Personnalités liées

### Anciens élèves célèbres
- Steve Wembi, journaliste d'investigation et criminologue congolais.
- Stephen Musyoki Munyao, criminologue d'investigation.
- Aden Issack, fondateur et directeur de TokenPesa Blockchain Ltd.